# Campeonato Europeo de Natación de 1931
El III Campeonato Europeo de Natación se celebró en París (Francia) entre el 23 y el 30 de agosto de 1931 bajo la organización de la Liga Europea de Natación (LEN) y la Federación Francesa de Natación.

## Resultados de natación

### Masculino
| Evento          | Oro                                                                      | Plata                                                                              | Bronce                                                                   |
| --------------- | ------------------------------------------------------------------------ | ---------------------------------------------------------------------------------- | ------------------------------------------------------------------------ |
| 100 m libre     | István Bárány Hungría 59,8                                               | András Székely Hungría 1.00,8                                                      | Pavel Steiner Checoslovaquia 1.03,0                                      |
| 400 m libre     | István Bárány Hungría 5:04,0                                             | Jean Taris Francia 5:04,2                                                          | Paolo Costoli Italia 5:16,8                                              |
| 1500 m libre    | Olivér Halassy Hungría 20:49,0                                           | Giuseppe Perentin Italia 20:50,6                                                   | Paolo Costoli Italia 21:09,4                                             |
| 100 m espalda   | Gerhard Deutsch · Alemania · 1:14,8                                      | Aladár Bitskey Hungría 1:15,8                                                      | Károly Nagy Hungría 1:16,2                                               |
| 200 m braza     | Ivo Reingoldt · Finlandia · 2:52,2                                       | Karl Wittenberg · Alemania · 2:54,4                                                | Erwin Sietas · Alemania · 2:55,0                                         |
| 4 x 200 m libre | Hungría András Wanié László Szabados András Székely István Bárány 9:34,0 | Alemania · Karl Schubert · Raimund Deiters · Hans Balk · Herbert Heinrich · 9:48,6 | Italia Antonio Conelli Sirio Bianchini Ettore Baldo Paolo Costoli 9:49,0 |

### Femenino
| Evento          | Oro                                                                                      | Plata                                                                        | Bronce                                                             |
| --------------- | ---------------------------------------------------------------------------------------- | ---------------------------------------------------------------------------- | ------------------------------------------------------------------ |
| 100 m libre     | Yvonne Godard Francia 1:10,0                                                             | Willy den Ouden · Países Bajos · 1:11,8                                      | Joyce Cooper Reino Unido 1:12,0                                    |
| 400 m libre     | Marie Braun · Países Bajos · 5:42,0                                                      | Joyce Cooper Reino Unido 5:54,0                                              | Yvonne Godard Francia 5:55,4                                       |
| 100 m espalda   | Marie Braun · Países Bajos · 1:22,8                                                      | Joyce Cooper Reino Unido 1:23,6                                              | Phyllis Harding Reino Unido 1:24,8                                 |
| 200 m braza     | Cecelia Wolstenholme Reino Unido 3:16,4                                                  | Jennie Kastein · Países Bajos · 3:18,2                                       | Margery Hinton Reino Unido 3:20,4                                  |
| 4 x 100 m libre | Países Bajos · Truus Baumeister · Maria Vierdag · Willy den Ouden · Marie Braun · 4:55,0 | Reino Unido Valerie Davies Phyllis Harding Jean McDowall Joyce Cooper 5:00,8 | Hungría Margit Mallasz Ilona Tóth Margit Sipos Magda Lenkei 5:02,2 |

### Medallero
| Núm. | País           | Oro | Plata | Bronce | Total |
| ---- | -------------- | --- | ----- | ------ | ----- |
| 1    | Hungría        | 4   | 2     | 2      | 8     |
| 2    | Países Bajos   | 3   | 2     | 0      | 5     |
| 3    | Reino Unido    | 1   | 3     | 3      | 7     |
| 4    | Alemania       | 1   | 2     | 1      | 4     |
| 5    | Francia        | 1   | 1     | 1      | 3     |
| 6    | Finlandia      | 1   | 0     | 0      | 1     |
| 7    | Italia         | 0   | 1     | 3      | 4     |
| 8    | Checoslovaquia | 0   | 0     | 1      | 1     |
|      | TOTAL          | 11  | 11    | 11     | 33    |

## Resultados de saltos

### Masculino
| Evento          | Oro                                         | Plata                              | Bronce                                 |
| --------------- | ------------------------------------------- | ---------------------------------- | -------------------------------------- |
| Trampolín 3 m   | Ewald Riebschläger · Alemania · 136,22 pts. | Maurice Lepage Francia 135,32 pts. | Willi Neumann · Alemania · 134,38 pts. |
| Plataforma 10 m | Josef Staudinger · Austria · 111,82         | Willi Neumann · Alemania · 108,90  | Ewald Riebschläger · Alemania · 107,96 |

### Femenino
| Evento          | Oro                                 | Plata                              | Bronce                           |
| --------------- | ----------------------------------- | ---------------------------------- | -------------------------------- |
| Trampolín 3 m   | Olga Jordan · Alemania · 77.00 pts. | Madi Epply · Austria · 72,86 pts.  | Schlüter · Alemania · 69,00 pts. |
| Plataforma 10 m | Madi Epply · Austria · 34,28        | Ingeborg Sjöqvist · Suecia · 33,62 | R. Cretté-Flavier Francia 32,94  |

### Medallero
| Núm. | País     | Oro | Plata | Bronce | Total |
| ---- | -------- | --- | ----- | ------ | ----- |
| 1    | Alemania | 2   | 1     | 3      | 6     |
| 2    | Austria  | 2   | 1     | 0      | 3     |
| 3    | Francia  | 0   | 1     | 1      | 2     |
| 4    | Suecia   | 0   | 1     | 0      | 1     |
|      | TOTAL    | 4   | 4     | 4      | 12    |

## Resultados de waterpolo
| Evento    | Oro     | Plata    | Bronce  |
| --------- | ------- | -------- | ------- |
| Masculino | Hungría | Alemania | Austria |

## Medallero total
| Núm. | País           | Oro | Plata | Bronce | Total |
| ---- | -------------- | --- | ----- | ------ | ----- |
| 1    | Hungría        | 5   | 2     | 2      | 9     |
| 2    | Alemania       | 3   | 4     | 4      | 11    |
| 3    | Países Bajos   | 3   | 2     | 0      | 5     |
| 4    | Austria        | 2   | 1     | 1      | 4     |
| 5    | Reino Unido    | 1   | 3     | 3      | 7     |
| 6    | Francia        | 1   | 2     | 2      | 5     |
| 7    | Finlandia      | 1   | 0     | 0      | 1     |
| 8    | Italia         | 0   | 1     | 3      | 4     |
| 9    | Suecia         | 0   | 1     | 0      | 1     |
| 10   | Checoslovaquia | 0   | 0     | 1      | 1     |
|      | TOTAL          | 16  | 16    | 16     | 48    |